# Приз за найкращу жіночу роль (Каннський кінофестиваль)

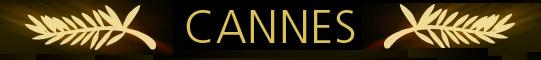
Емблема Каннського кінофестивалю

Приз найкращій акторці (фр. Prix d'interprétation féminine) — нагорода, яку вручають на Каннському кінофестивалі найкращій на думку журі виконавиці жіночої ролі у фільмах конкурсної програми. Перший раз нагорода вручали в 1946 році.

## Лауреати
| Рік  | Фільм                                                                                              | Фото                     | Акторка                                                                               | Країна                                |
| ---- | -------------------------------------------------------------------------------------------------- | ------------------------ | ------------------------------------------------------------------------------------- | ------------------------------------- |
| 1946 | Пасторальна симфонія La Symphonie Pastorale                                                        |                          | Мішель Морган                                                                         | Франція                               |
| 1947 | Не вручали                                                                                         | Не вручали               | Не вручали                                                                            | Не вручали                            |
| 1948 | Фестиваль не проводився                                                                            | Фестиваль не проводився  | Фестиваль не проводився                                                               | Фестиваль не проводився               |
| 1949 | Біля стін Малапаги Le mura di Malapaga                                                             |                          | Іза Міранда                                                                           | Італія                                |
| 1950 | Фестиваль не проводився                                                                            | Фестиваль не проводився  | Фестиваль не проводився                                                               | Фестиваль не проводився               |
| 1951 | Все про Єву All About Eve                                                                          |                          | Бетті Девіс                                                                           | США                                   |
| 1952 | Детективна історія Detective Story                                                                 |                          | Лі Грант                                                                              | США                                   |
| 1953 | Не вручали                                                                                         | Не вручали               | Не вручали                                                                            | Не вручали                            |
| 1954 | Не вручали                                                                                         | Не вручали               | Не вручали                                                                            | Не вручали                            |
| 1955 | Велика сім'я Большая семья                                                                         | Весь акторський склад    | Весь акторський склад                                                                 | СРСР                                  |
| 1956 | Я буду плакати завтра I'll Cry Tomorrow                                                            |                          | Сьюзен Гейворд                                                                        | США                                   |
| 1957 | Ночі Кабірії Le notti di Cabiria                                                                   |                          | Джульєтта Мазіна                                                                      | Італія                                |
| 1958 | На порозі життя Nära livet                                                                         |                          | Бібі Андерссон, Єва Дальбек, Барбро Хіорт аф Орнас, Інгрід Тулін                      | Швеція                                |
| 1959 | Шлях наверх Room at the Top                                                                        |                          | Сімона Сіньоре                                                                        | Франція                               |
| 1960 | Колись в неділю Ποτέ Την Κυριακή                                                                   |                          | Меліна Меркурі                                                                        | Греція                                |
| 1960 | 7 днів — 7 ночей Moderato cantabile                                                                |                          | Жанна Моро                                                                            | Франція                               |
| 1961 | Чочара La Ciociara                                                                                 |                          | Софі Лорен                                                                            | Італія                                |
| 1962 | Довгий день йде до ночі Long Day's Journey Into Night                                              |                          | Кетрін Хепберн                                                                        | США                                   |
| 1963 | Сучасна історія: Королева бджіл Una Storia Moderna: L'Ape Regina                                   |                          | Марина Владі                                                                          | Франція                               |
| 1964 | Пожирач гарбузів The Pumpkin Eater                                                                 |                          | Енн Бенкрофт                                                                          | США                                   |
| 1964 | Раз — картопля, два — картопля One Potato, Two Potato                                              | [[Файл:\|100px\|center]] | Барбара Беррі                                                                         | США                                   |
| 1965 | Колекціонер The Collector                                                                          |                          | Саманта Еггар                                                                         | Велика Британія                       |
| 1966 | Морган: підходящий випадок для лікування Morgan: A Suitable Case for Treatment                     |                          | Ванесса Редгрейв                                                                      | Велика Британія                       |
| 1967 | Ельвіра Мадіґан Elvira Madigan                                                                     |                          | Піа Дегермарк                                                                         | Швеція                                |
| 1968 | Фестиваль не проводився                                                                            | Фестиваль не проводився  | Фестиваль не проводився                                                               | Фестиваль не проводився               |
| 1969 | Айседора Isadora                                                                                   |                          | Ванесса Редгрейв                                                                      | Велика Британія                       |
| 1970 | Метелло Metello                                                                                    |                          | Оттавія Пікколо                                                                       | Італія                                |
| 1971 | Паніка у Нідл-Парку The Panic In Needle Park                                                       | [[Файл:\|100px\|center]] | Кітті Уїнн                                                                            | США                                   |
| 1972 | Видіння Images                                                                                     |                          | Сюзанна Йорк                                                                          | Велика Британія                       |
| 1973 | Вплив гамма-променів на поведінку маргариток The Effect of Gamma Rays on Man-in-the-Moon Marigolds |                          | Джоан Вудворд                                                                         | США                                   |
| 1974 | Скрипки балу Les violons du bal                                                                    |                          | Марі-Жозе Нат                                                                         | Франція                               |
| 1975 | Ленні Lenny                                                                                        |                          | Валері Перрін                                                                         | США                                   |
| 1976 | Спадщина Феррамонті L'Eredità Ferramonti                                                           |                          | Домінік Санда                                                                         | Франція                               |
| 1976 | Пані Дері, де ви? Déryné, hol van?                                                                 |                          | Марі Тьорьочік                                                                        | Угорщина                              |
| 1977 | Три жінки 3 Women                                                                                  |                          | Шеллі Дюволл                                                                          | США                                   |
| 1977 | Ж. А. Мартен, фотограф J.A. Martin photographe                                                     | [[Файл:\|100px\|center]] | Монік Меркюр                                                                          | Канада                                |
| 1978 | Незаміжня жінка An Unmarried Woman                                                                 |                          | Джилл Клейберг                                                                        | США                                   |
| 1978 | Віолетта Нозьєр Violette Nozière                                                                   |                          | Ізабель Юппер                                                                         | Франція                               |
| 1979 | Норма Рей Norma Rae                                                                                |                          | Саллі Філд                                                                            | США                                   |
| 1980 | Стрибок в порожнечу Salto nel vuoto                                                                |                          | Анук Еме                                                                              | Франція                               |
| 1981 | Квартет Quartet Одержима бісом Possession                                                          |                          | Ізабель Аджані                                                                        | Франція                               |
| 1982 | Дивлячись одна на одну Egymásra nézve                                                              | [[Файл:\|100px\|center]] | Ядвіга Янковська-Цесляк                                                               | Угорщина                              |
| 1983 | Історія П'єри Storia di Piera                                                                      |                          | Ханна Шигулла                                                                         | ФРН                                   |
| 1984 | Кел Cal                                                                                            |                          | Хелен Міррен                                                                          | Велика Британія                       |
| 1985 | Офіційна версія La Historia oficial                                                                |                          | Норма Алеандро                                                                        | Аргентина                             |
| 1985 | Маска Mask                                                                                         |                          | Шер                                                                                   | США                                   |
| 1986 | Роза Люксембург Die Geduld der Rosa Luxemburg                                                      |                          | Барбара Зукова                                                                        | ФРН                                   |
| 1986 | Кажи мені про любов Eu Sei Que Vou Te Amar                                                         |                          | Фернанда Торрес                                                                       | Бразилія                              |
| 1987 | Сором'язливі люди Shy People                                                                       |                          | Барбара Герші                                                                         | США                                   |
| 1988 | Розділений світ A World Apart                                                                      |                          | Барбара Герші, Джоді Мей, Лінда Мвузі                                                 | США · Велика Британія · ПАР           |
| 1989 | Крик у темряві A Cry In The Dark                                                                   |                          | Меріл Стріп                                                                           | США                                   |
| 1990 | Допит Przesluchanie                                                                                |                          | Кристина Янда                                                                         | Польща                                |
| 1991 | Подвійне життя Вероніки La Double Vie De Veronique                                                 |                          | Ірен Жакоб                                                                            | Франція                               |
| 1992 | Добрі наміри Den Goda Viljan                                                                       |                          | Пернілла Аугуст                                                                       | Швеція                                |
| 1993 | Фортепіано The Piano                                                                               |                          | Холлі Хантер                                                                          | США                                   |
| 1994 | Королева Марго La Reine Margot                                                                     |                          | Вірна Лізі                                                                            | Італія                                |
| 1995 | Безумство короля Георга The Madness of King George                                                 |                          | Хелен Міррен                                                                          | Велика Британія                       |
| 1996 | Таємниці і брехня Secrets & Lies                                                                   |                          | Бренда Блетін                                                                         | Велика Британія                       |
| 1997 | Не ковтати Nil by Mouth                                                                            |                          | Кеті Берк                                                                             | Велика Британія                       |
| 1998 | Уявне життя ангелів La Vie rêvée des anges                                                         |                          | Елоді Буше Наташа Реньє                                                               | Франція · Бельгія                     |
| 1999 | Людяність L'humanité                                                                               |                          | Северін Каніл                                                                         | Бельгія                               |
| 1999 | Розетта Rosetta                                                                                    |                          | Емілі Дек'єнн                                                                         | Бельгія                               |
| 2000 | Танцююча в темряві Dancer in the Dark                                                              |                          | Бйорк                                                                                 | Ісландія                              |
| 2001 | Піаністка La Pianiste                                                                              |                          | Ізабель Юппер                                                                         | Франція                               |
| 2002 | Людина без минулого Mies vailla menneisyyttä                                                       |                          | Каті Оутінен                                                                          | Фінляндія                             |
| 2003 | Нашестя варварів Les Invasions barbares                                                            |                          | Марі-Жозе Кроз                                                                        | Канада                                |
| 2004 | Очищення Clean                                                                                     |                          | Меггі Чунг                                                                            | Гонконг                               |
| 2005 | Вільна зона Free Zone                                                                              |                          | Хана Ласло                                                                            | Ізраїль                               |
| 2006 | Повернення Volver                                                                                  |                          | Пенелопа Круз, Кармен Маура, Лола Дуеньяс, Чус Лампреаве, Бланка Портільо, Йоана Кобо | Іспанія                               |
| 2007 | Таємне сяйво 밀양                                                                                  |                          | Чон До Йон                                                                            | Південна Корея                        |
| 2008 | Лінія проходу Linha de Passe                                                                       |                          | Сандра Корвелоні                                                                      | Бразилія                              |
| 2009 | Антихрист Antichrist                                                                               |                          | Шарлотта Генсбур                                                                      | Франція                               |
| 2010 | Завірена копія Copie conforme                                                                      |                          | Жюльєт Бінош                                                                          | Франція                               |
| 2011 | Меланхолія Melancholia                                                                             |                          | Кірстен Данст                                                                         | США                                   |
| 2012 | За пагорбами După dealuri                                                                          |                          | Косміна Стратан, Кристина Флутур                                                      | Румунія                               |
| 2013 | Минуле Le Passe                                                                                    |                          | Береніс Бежо                                                                          | Франція                               |
| 2014 | Зоряна карта Maps to the Stars                                                                     |                          | Джуліанна Мур                                                                         | США                                   |
| 2015 | Мій король Mon roi Керол Carol                                                                     |                          | Еммануель Берко Руні Мара                                                             | Франція · США                         |
| 2016 | Мама Роза Ma' Rosa                                                                                 |                          | Жаклін Хосе                                                                           | Філіппіни                             |
| 2017 | На межі Aus dem Nichts                                                                             |                          | Діане Крюгер                                                                          | Німеччина                             |
| 2018 | Айка Ayka                                                                                          |                          | Самал Єслямова                                                                        | Казахстан                             |
| 2019 | Маленький Джо Little Joe                                                                           |                          | Емілі Бічем                                                                           | Австрія · Німеччина · Велика Британія |
| 2021 | Найгірша людина в світі Verdens verste menneske                                                    |                          | Ренате Реінсве                                                                        | Норвегія                              |
| 2022 | Вбивця «Святий павук» عنکبوت مقدس                                                                  |                          | Зар Амір Ебрахімі                                                                     | Іран · Франція                        |
| 2023 | Про суху траву Kuru Otlar Üstüne                                                                   |                          | Мерве Діздар                                                                          | Туреччина                             |
| 2024 | Емілія Перес Emilia Pérez                                                                          |                          | Карла Софія Гаскон Зої Салдана Селена Гомес Адріана Пас                               | Іспанія · США · Мексика               |